# Czarni Słupsk

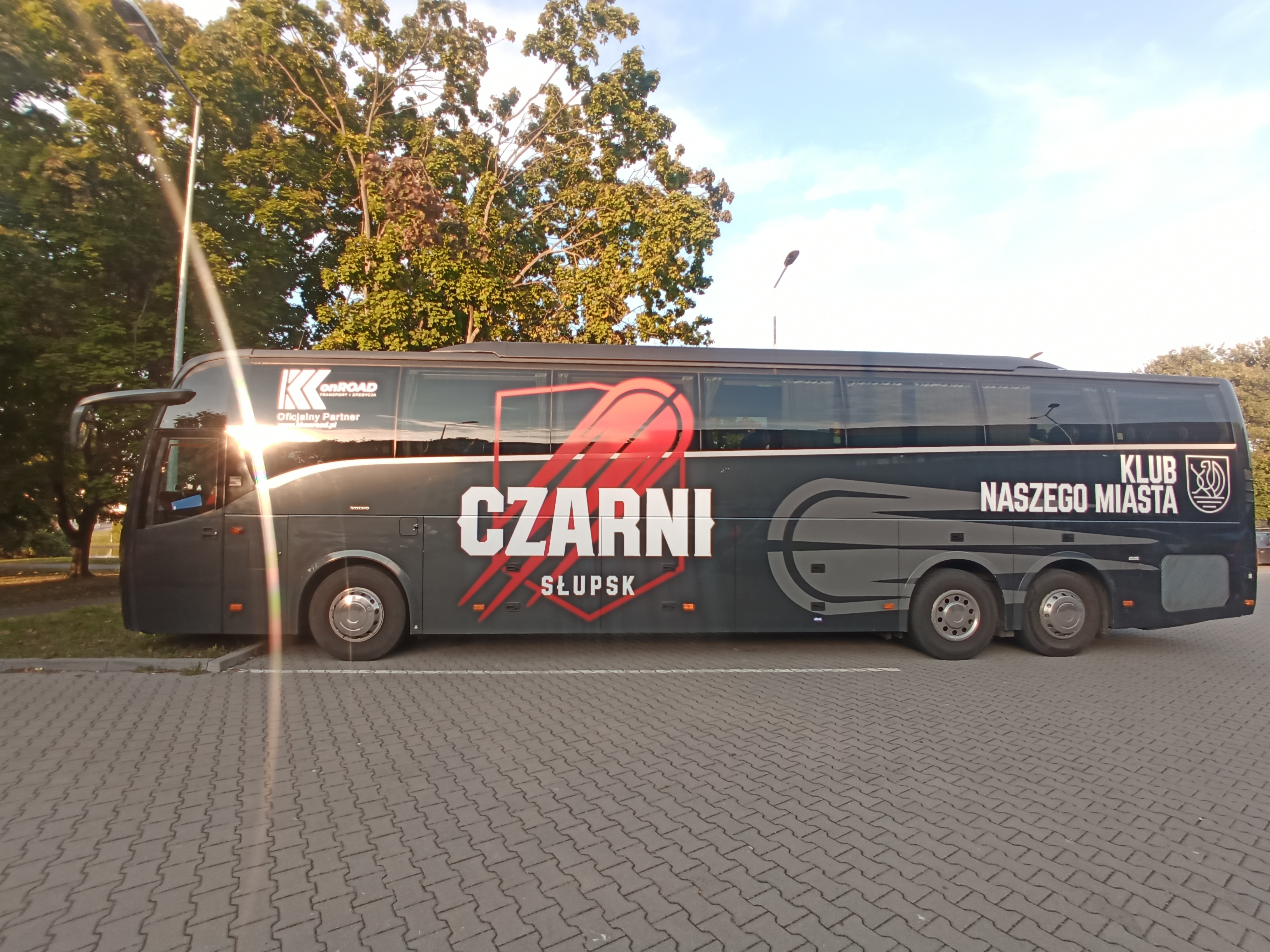
Autokar koszykarzy Czarnych Słupsk

Czarni Słupsk – koszykarski klub sportowy.

## Klub
- Pełna Nazwa: Energa Icon Sea Czarni Słupsk
- Barwy: niebiesko-czarno-czerwone
- Prezes: Michał Jankowski
- Adres: ul. Fałata 11/U3, 76-200 Słupsk
- Hala: Hala Gryfia – Słupsk, ul. Szczecińska 99

## Historia
W lipcu 1945 pracownicy kolejowi oddelegowani z Krakowa na Ziemie Odzyskane po II wojnie światowej założyli klub sportowy KKS Ognisko Słupsk w którym główną sekcją była piłkarska. Nieco później KS Ognisko zostało przejęte przez koło sportowe Kolejarz. Wiosną 1957 na zebraniu piłkarzy KS Kolejarz z inicjatywy zawodników Czesława Tamy i Zdzisława Kalinowskiego przyjęto nową nazwę – Czarni. Sekcję koszykówki przejęto pod koniec lat 80. od innego słupskiego klubu Gryf, borykającego się z problemami finansowymi.
- 1989/1990 – 3. miejsce w finałowym turnieju rywalizacji o II ligę w Białymstoku oraz zapewnili sobie awans po barażowych spotkaniach z AZS Poznań
- 1990/1991 – 10. miejsce w grupie B II ligi – baraż
- 1991/1992 – 9. miejsce w grupie B II ligi, wygrany baraż i rezygnacja z gry w II lidze
- 1993/1994 – 8. miejsce w MPJ
- 1994/1995 – 3. miejsce w turnieju finałowym rywalizacji o awans do II ligi w Ostrowie Wielkopolskim, awans do II ligi po barażowych meczach z OKSiW Pleszew, 4. miejsce w 1/2 MPJ
- 1995/1996 – 6. miejsce w grupie B II ligi
- 1996/1997 – 7. miejsce, porażka w I rundzie PO z Kotwicą Kołobrzeg
- 1997/1998 – 3. miejsce, zwycięstwo w I rundzie PO z Kotwicą Kołobrzeg, porażka w półfinale z Zastalem Zielona Góra, w meczu o 3. miejsce zwycięstwo z Polonią Warszawa
- 1998/1999 – 2. miejsce, (finał: zwycięstwo z Kujawiakiem/Astorią Bydgoszcz) – awans do ekstraklasy
- 1999/2000 – 8. miejsce po play-off (5. miejsce po rundzie zasadniczej)
- 2000/2001 – 8. miejsce po play-off (7. miejsce po rundzie zasadniczej)
  - półfinalista Pucharu Polski
- 2001/2002 – 10. miejsce (9. miejsce po rundzie zasadniczej)
- 2002/2003 – 7. miejsce (7. miejsce po rundzie zasadniczej)
- 2003/2004 – 9. miejsce
- 2004/2005 – 9. miejsce
  - Puchar Ligi – finalista. Finał: porażka ze Śląskiem Wrocław 96:91
- 2005/2006 – 3. miejsce i brązowy medal po dwóch zwycięstwach nad Polpakiem Świecie.
- 2006/2007 – 5. miejsce (5. po rundzie zasadniczej, w play-off porażka z Anwilem 3:1)
  - półfinalista Pucharu Polski
- 2007/2008 – 11. miejsce
- 2008/2009 – 4. miejsce (6. po rundzie zasadniczej)
- 2009/2010 – 8. miejsce
- 2010/2011 – 3. miejsce i brązowy medal po dwóch zwycięstwach nad Trefl Sopot.
- 2011/2012 – 5. miejsce (3. po I etapie i 5. po II etapie rundy zasadniczej, w play-off porażka ze Zastalem 3:2)
  - ćwierćfinalista Pucharu Polski

- 2012/2013 – 7. miejsce (6. po I etapie i 6. po II etapie rundy zasadniczej, w play-off porażka ze Stelmetem 3:2)
- 2013/2014 – 6. miejsce (5. po I etapie i 6. po II etapie rundy zasadniczej, w play-off porażka z Treflem 3:2)
- 2014/2015 – 3. miejsce i brązowy medal po wygranej z Rosą Radom 2:1 (4. po rundzie zasadniczej)
  - półfinalista Pucharu Polski
- 2015/2016 – 3. miejsce i brązowy medal po wygranej z Anwilem Włocławek 2:0 (5. po rundzie zasadniczej)
  - półfinalista Pucharu Polski
- 2018 – Upadek klubu i zakończenie rozgrywek w Polskiej Lidze Koszykówki (PLK)[2].
- 2020/2021 – Powrót do Polskiej Ligi Koszykówki (PLK).
- 2021/2022 - 4. miejsce (1. po I etapie i 1 po II etapie rundy zasadniczej, w play-off porażka z Śląskiem Wrocław w półfinale, po czym w meczu o brąz z Anwilem Włocławek)
- 2022/2023 - 6. miejsce (6. po I etapie i 6 po II etapie rundy zasadniczej, w play-off porażka z Ostrowem Wielkopolskim 3:0)
- 2023/2024 - 11. miejsce (brak play-off)
- 2024/2025 - TRWA

Nazwy: Alkpol-Czarni Słupsk (1997–1999), Brok-Alkpol Czarni Słupsk (1999–2000), Brok Słupsk (2000), Brok-M&S Okna Słupsk (2001), Czarni Słupsk (2001–2005), Energa Czarni Słupsk (2005-2017), Grupa Sierleccy Czarni Słupsk (2020-2024), Icon Sea Czarni Słupsk (od 2024), Energa Icon Sea Czarni Słupsk (od 2024).
| Miejsce | Liczba | Sezony                                     |
| ------- | ------ | ------------------------------------------ |
|         | 4 razy | 2005/2006, 2010/2011, 2014/2015, 2015/2016 |
| 4       | 3 razy | 2008/2009, 2016/2017, 2021/2022            |
| 5       | 2 razy | 2006/2007, 2011/2012                       |
| 6       | 2 razy | 2013/2014, 2022/2023                       |
| 7       | 2 razy | 2002/2003, 2012/2013                       |
| 8       | 3 razy | 1999/2000, 2000/2001, 2009/2010            |
| 9       | 2 razy | 2003/2004, 2004/2005                       |
| 10      | 1 raz  | 2001/2002                                  |
| 11      | 2 razy | 2007/2008 2023/2024                        |

## Nagrody i wyróżnienia
Puchar za 3. miejsce (2005/2006, 2010/2011, 2014/2015, 2015/2016)

Puchar za 4. miejsce (2008/2009, 2016/2017, 2021/2022)
| MVP meczu o brąz - Bryan Davis (2011) Największy Postęp PLK - Karol Gruszecki (2015) Najlepszy Rezerwowy PLK - Justin Jackson (2016) Najlepszy Polski Debiutant PLK - Kacper Borowski (2014) | I skład PLK - Miah Davis (2006) - Jerel Blassingame (2015) - Karol Gruszecki (2015) |

| Uczestnicy meczu gwiazd pl – mecz gwiazd – reprezentacja Polski vs gwiazdy PLK n.w. – nie wystąpił z powodu kontuzji NBL – mecz gwiazd PLK vs NBL rozgrywany w latach 2013–2014 - John Taylor (2000, 2000-pl) - Krzysztof Wilangowski (2000) - Przemysław Frasunkiewicz (2003, 2007, 2008) - Zbigniew Białek (2003, 2004-pl, 2011) - Rafał Frank (2005) - Wojciech Majchrzak (2005) - Alex Dunn (2006) - Miah Davis (2006, 2007) - Tarmo Kikerpill (2006) - Paweł Leończyk (2009, 2009-pl, 2010-pl, 2012) - Mantas Česnauskis (2010) | - Cameron Bennerman (2011) - Bryan Davis (2011) - Darnell Hinson (2012) - Yemi Gadri-Nicholson (2013-NBL) - Roderick Trice (2014-NBL) - God Shammgod (2000-pl) - Kordian Korytek (2000-pl) - Andrzej Pluta (2000-pl) - Radosław Hyży (2000-pl, n.w.) - Daniel Blumczyński (2004-pl) - Demetric Bennett (2009-pl) - Alex Harris (2010-pl) - Chris Daniels (2010-pl, n.w.) |

| Uczestnicy konkursu wsadów PLK - Zbigniew Białek (2004) - Bryan Davis (2011) - Cameron Bennerman (2011) | Uczestnicy konkursu rzutów za 3 punkty PLK - Wojciech Majchrzak (2005) - Tarmo Kikerpill (2006) - Mantas Česnauskis (2010) - Darnell Hinson (2012) |

## Rekordowe mecze

### Najwyższe zwycięstwa w ekstraklasie
- Czarni - Unia Tarnów 124:42, 82 pkt. różnicy (18.03.2007)[3]
- Czarni - Śląsk Wrocław 123:60, 63 pkt. różnicy (08.05.2022)[4]
- Czarni - AZS Lubella Lublin 124:77, 47 pkt. różnicy (12.11.2000)
- Czarni - Asseco Gdynia 101:58, 43 pkt. różnicy (16.04.2016)
- Czarni - SKK Szczecin 111:68, 43 pkt. różnicy (15.10.2000)
- Czarni - Asseco Prokom Gdynia 90:53, 37 pkt. różnicy (04.04.2013)
- Czarni - Siarka Tarnobrzeg 91:54, 37 pkt. różnicy (31.10.2015)[5]

### Najwyższe porażki w ekstraklasie
- TBV Start Lublin - Czarni 107:50, 57 pkt. różnicy (19.01.2018)[6]
- Czarni - Asseco Prokom Gdynia 65:111, 46 pkt. różnicy (01.05.2010)[7]
- Polonia Warbud Warszawa - Czarni 88:51, 37 pkt. różnicy (17.03.2004)[8]
- Anwil Włocławek - Czarni 114:80, 34 pkt. różnicy (28.10.2017)
- Anwil Włocławek - Czarni 94:62, 32 pkt. różnicy (4.01.2001)
- Idea Śląsk Wrocław - Czarni 91:60, 31 pkt. różnicy (8.03.2004)
- Asseco Prokom Gdynia - Czarni 86:55, 31 pkt. różnicy (19.03.2010)

## Hala

### Hala Gryfia
- Adres: ul. Szczecińska 99, 76-200 Słupsk
- Właściciel: Słupski Ośrodek Sportu i Rekreacji

Hala uroczyście otwarta została w lipcu 1982. Od 1999 jest miejscem rozgrywania spotkań ekstraklasy koszykówki. W 2000 odbył się tu mecz gwiazd Polskiej Ligi Koszykówki.
Jedna z największych hal widowiskowo-sportowych na Pomorzu. Pełnowymiarowa arena (42 m × 21,5 m) przystosowana do rozgrywania zawodów w dyscyplinach: koszykówka, piłka nożna, piłka ręczna, badminton, tenis, skok wzwyż, boks i inne.
Hala spełnia wymogi ustawy o bezpieczeństwie imprez masowych oraz wymogi Polskiej Ligi Koszykówki. Atest dopuszcza przebywanie 2557 osób. Obiekt jest monitorowany. Hala wyposażona jest w stanowisko do transmisji telewizyjnej, studio audio-wideo oraz telebim. Dodatkowo obiekt wyposażony jest w salę konferencyjną, centrum odnowy oraz gabinet masażu.
W hali Gryfia rozgrywane były m.in. mecz gwiazd polskiej ligi, mecze reprezentacji narodowych w koszykówce i siatkówce.

## Skład
Stan aktualny na 27.09.2024
| Nr | Poz. | Nar.                 | Nazwisko i imię     | Data urodzenia   | Wzrost | Masa ciała |
| -- | ---- | -------------------- | ------------------- | ---------------- | ------ | ---------- |
| 1  | 1    | Stany Zjednoczone    | Jackson, Loren      | 15 grudnia 1996  | 173 cm |            |
| 2  | 3    | Stany Zjednoczone    | Sueing, Justice     | 15 marca 1999    | 198 cm |            |
| 3  | 4    | Polska               | Dziemba, Mateusz    | 25 kwietnia 1992 | 192 cm |            |
| 5  | 1    | Polska               | Musiał, Jakub       | 22 września 1998 | 186 cm |            |
| 12 | 2/3  | Stany Zjednoczone    | Ford, Quincy        | 20 stycznia 1993 | 203 cm |            |
| 18 | 5    | Polska               | Tomczak, Szymon     | 17 stycznia 1998 | 201 cm |            |
| 20 | 1/4  | Stany Zjednoczone    | Stein, Alex         | 2 maja 1997      | 191 cm |            |
| 25 | 2    | Polska               | Nowakowski, Michał  | 18 czerwca 1988  | 202 cm |            |
| 6  | 5    | Bośnia i Hercegowina | Manjgafic, Fahrudin | 21 lipca 1997    | 207 cm |            |
| 8  | 3    | Polska               | Czoska, Nikodem     | 22.04.2002       | 203 cm |            |
| 17 | 3    | Serbia               | Kočović, Nikola     | 17 kwietnia 1996 | 197 cm |            |

Trener:  Roberts Štelmahers
 Asystenci: Łukasz Seweryn